# Alfarería
Alfarería är en ort i Mexiko.   Den ligger i kommunen Silao de la Victoria och delstaten Guanajuato, i den centrala delen av landet, 300 km nordväst om huvudstaden Mexico City. Alfarería ligger 1 844 meter över havet och antalet invånare är 159.
Terrängen runt Alfarería är kuperad åt nordost, men åt sydväst är den platt. Runt Alfarería är det tätbefolkat, med 257 invånare per kvadratkilometer. Närmaste större samhälle är Silao, 11,5 km söder om Alfarería. Trakten runt Alfarería består till största delen av jordbruksmark.